# Эрдгас Швабен-Арена
Эрдгас Швабен-Арена (нем. Erdgas Schwaben Arena) — спортивная арена, расположенная в баварском городе Кауфбойрене (Германия). Домашняя арена хоккейного клуба ХК Кауфбойрен, играющего в DEL-2.

## Спортивные мероприятия
- Чемпионат мира по хоккею с шайбой среди юниорских команд 2022